# فريد سافاج
فريدريك آرون «فريد» سافاج (بالإنجليزية: Fred Savage) (ولد في 9 يوليو 1976) ممثل منتج ومخرج أمريكي، اشتهر بدوره في مسلسل سنوات عجيبة، ابتعد عن التمثيل ليركز على الإخراج منها اخراجه مسلسل فتاتان مفلستان وفيلم يوم معسكر بابا (2007), شارك في عدة حلقات تلفزيونية وأدوار مساعده سينمائية منها مرحبا بك في موسبورت (2004).

## السيرة الذاتية

### نشأته
مواليد 9 يوليو عام 1976 في هايلاند بارك، إلينوي، الولايات المتحدة تخرج من جامعة ستانفورد في عام 1999، وحصل على درجة البكالوريوس في اللغة الإنجليزية.

## شبابه
ولد فريد سافاج في مدينة شيكاغو، أمه تُدعى جوانا في حين أن والده يُدعى لويس سافاج.
ينحدر فريد من أسرة فنية، حيث أن شقيقه هو الممثل الآخر بين سافاج، أما شقيقته فهي الممثلة والموسيقية كالا سافاج

## قائمة أعماله

### في السينما
| العنوان                    | العنوان الأصلي               | سنة الإنتاج |
| -------------------------- | ---------------------------- | ----------- |
| الفتى الذي بإمكانه الطيران | the boy who could fly        | 1986        |
| الأميرة العروس             | The Princess Bride \|\| 1987 |             |
| الفتى العبقري              | The wizard                   | 1989        |
| أوستن باورز في غولدميمبر   | Austin Powers in Gomdmember  | 2002        |
| قوانين الجر                | The rules of Attraction      | 2002        |
| مرحبا بك في موزيبورت       | Welcome to mooseport         | 2004        |

### في التلفزة
| العنوان   | العنوان الأصلي | سنة الإنتاج |
| --------- | -------------- | ----------- |
| ساينفيلد  | Seinfeld       | 1992        |
| وركينج    | Working        | 1997-1999   |
| ذو چريندر | The Grinder    | 2015-2016   |

### كمخرج
| العنوان                | العنوان الأصلي                    | سنة الإنتاج |
| ---------------------- | --------------------------------- | ----------- |
| أنفابيولس              | Unfabulous                        | 2004        |
| دريك آند جوش           | Drake and Josh                    | 2004        |
| هانا مونتانا           | Hannah Montana                    | 2007        |
| فيلادلفيا دائما مشمسة  | it's always sunny in philadelphia | 2007        |
| ويزردز أوف ويفرلي بليس | wizards of waverly place          | 2007        |
| بيتي القبيحة           | Ugly betty                        | 2008        |
| أبناء تاكسون           | Sons of Tucson                    | 2009        |
| العائلة الحديثة        | Modern Family                     | 2010        |
| النهايات السعيدة       | Happy Endings                     | 2010        |
| فتاتان مفلستان         | 2 brok girls                      | 2011        |
| ويتني                  | Whitney                           | 2012        |
| أستاذ سيء              | Bad teacher                       | 2014        |
| تزوجيني                | Marry me                          | 2014        |

## روابط خارجية
- فريد سافاج على موقع IMDb (الإنجليزية)
- فريد سافاج على موقع روتن توميتوز (الإنجليزية)
- فريد سافاج على موقع ألو سيني (الفرنسية)
- فريد سافاج على موقع أول موفي (الإنجليزية)
- فريد سافاج على موقع قاعدة بيانات الأفلام السويدية (السويدية)
- فريد سافاج على موقع إن إن دي بي (الإنجليزية)
- فريد سافاج على موقع قاعدة بيانات الفيلم (الإنجليزية)
- فريد سافاج على موقع كينوبويسك (الروسية)
- World Poker Tour Profile
- eFilmCritic Interviews Fred Savage
- Fred Savage at Emmys.com